# Analitzador de xarxa

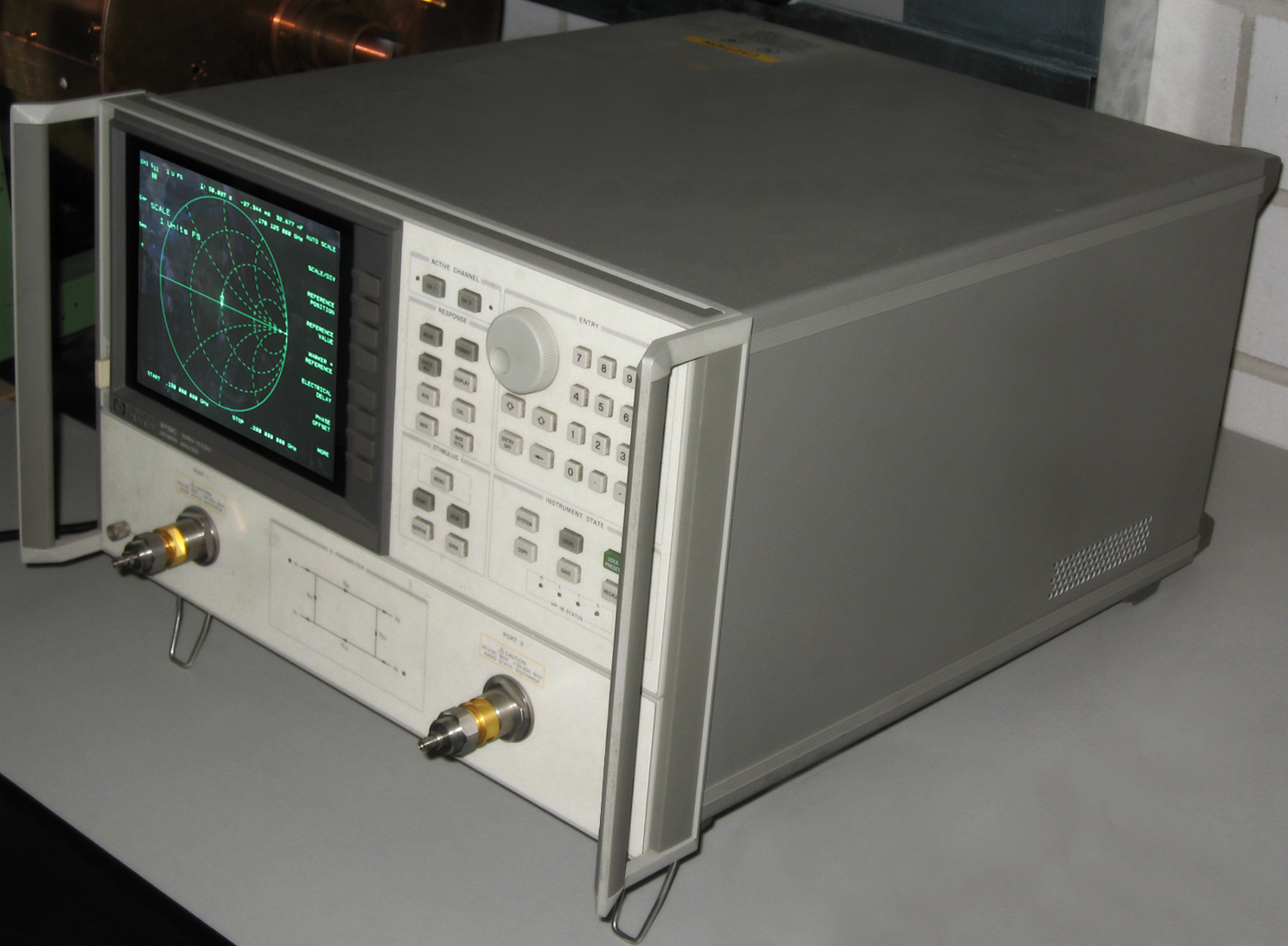
HP 8720A.

Un  Analitzador de Xarxes  és un instrument capaç d'analitzar les propietats de les xarxes elèctriques, especialment aquelles propietats associades a la reflexió i la transmissió de senyals elèctrics, conegudes com a paràmetres de dispersió (Paràmetres-S). Els analitzadors de xarxes són més freqüentment usats en altes freqüències, que operen entre els rangs de 9 kHz fins a 110 GHz
Aquest tipus d'equip és àmpliament utilitzat en la fabricació d'amplificadors d'alta potència i en filtres per a senyals de radiofreqüència per obtenir la precisió requerida en els paràmetres de resposta als senyals.
També hi ha alguns tipus d'analitzadors de xarxes especials que cobreixen rangs més baixos de freqüències de fins a 1 Hz Aquests poden ser usats per exemple en l'anàlisi d'estabilitat de llaços oberts o per a la mesura d'àudio i components ultrasònics.
Hi ha dos tipus principals d'analitzadors de xarxes:
- SNA (Scalar Network Analyzer)  - Analitzador de xarxes escalar, fa propietats d'amplitud només
- VNA (Vector Network Analyzer)  - Analitzador de xarxes vectorials, fa propietats d'amplitud i fase

Un analitzador del tipus VNA també pot ser anomenat  Mesurador de Guany i Fase  o  Analitzador de Xarxes Automàtic . Un analitzador del tipus SNA és funcionalment idèntic a un analitzador d'espectre combinat amb un generador d'escombrat. Fins a l'any 2007, els analitzadors VNA són els més comuns i sovint descrits com els de menor qualitat. Els tres més grans fabricants d'analitzadors de xarxes són Agilent, Anritsu, i Rhode & Schwarz.

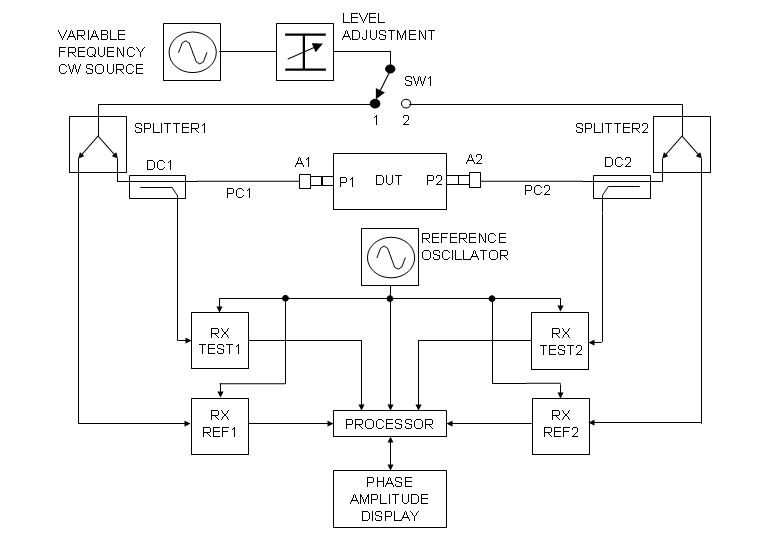
Arquitectura bàsica d'un analitzador de xarxes.

Els models que es poden trobar més freqüentment són els de dos ports, però també hi ha models de quatre ports en el mercat, i alguns compten amb algunes millores per a la seva fàcil operació, com pantalla sensible al tacte i la possibilitat de connectar un ratolí o teclat a través de ports PS/2 o USB, fins i tot els models més moderns compten amb una plataforma a base Windows per la qual cosa la seva operació se simplifica considerablement.
Una nova categoria d'analitzadors de xarxes és la MTA (Microwave Transition Analyzer), que significa analitzador de transició de microones, o LSNA (Large Signal Network Analyzer), que significa analitzador de xarxes de senyals grans, els quals mesuren amplitud i fase dels harmònics fonamentals. El MTA va ser comercialitzat primer que el LSNA, però en el primer estaven faltant algunes opcions per a un fàcil calibratge que si estan disponibles a la versió LSNA.

## Calibratge
El calibratge d'un analitzador de xarxes és un procés d'alta precisió en el qual, s'han de tenir en compte tant la impedància en la qual s'està operant (50 Ohms, per a telefonia cel·lular o 75 ohms per a altres aplicacions) com les condicions en què està operant l'equip. Per aquest motiu, i depenent de la quantitat de  Paràmetres-S  que calgui mesurar el procés pot resultar llarg i tediós per la quantitat de vegades que s'hagués de repetir.
L'estàndard de calibratge utilitza tres dispositius de prova anomenats  OPEN  (xarxa oberta),  SHORT  (xarxa en curt circuit), i  thru  (xarxa connectada), els quals han de ser connectats als ports de l'analitzador perquè aquest pugui comparar i establir la diferència entre aquestes tres maneres, aquestes dades són guardades en un registre i cada registre ha de ser calibrat independentment i en el moment en què se li faci una modificació a la xarxa en estudi.
Un altre tipus d'instrument per al calibratge d'analitzadors de xarxes és el  mòdul de calibratge elèctric  (E-Cal), el qual es connecta a aquest i és automàticament reconegut i té una major precisió que l'equip de calibratge manual esmentat anteriorment. L'únic inconvenient real aparent d'aquest dispositiu és que s'ha d'esperar que arribi la seva temperatura d'operació abans d'usar-lo.